# Scherenstuhl

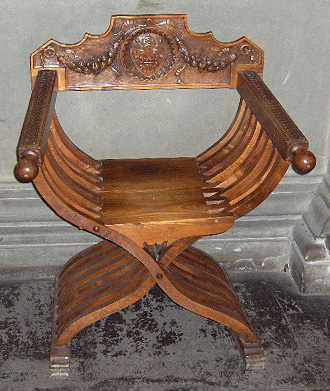
Scherenstuhl in der Variante des Savonarola-Stuhls bzw. Florentiner Faltsessels, Salone dei Cinquecento, Palazzo Vecchio, Florenz

Der Scherenstuhl, auch X-Stuhl genannt, ist ein aus dem kurulischen Stuhl entwickelter Faltstuhl. Im Hinblick auf konstruktive Einzelheiten und weitere Gestaltung gibt es ihn in verschiedenen Varianten, die etwa Savonarola-, Dante- und Luther-Stuhl oder Florentiner Klappsessel heißen. Zumeist besteht er aus Hartholz.

## Beschreibung

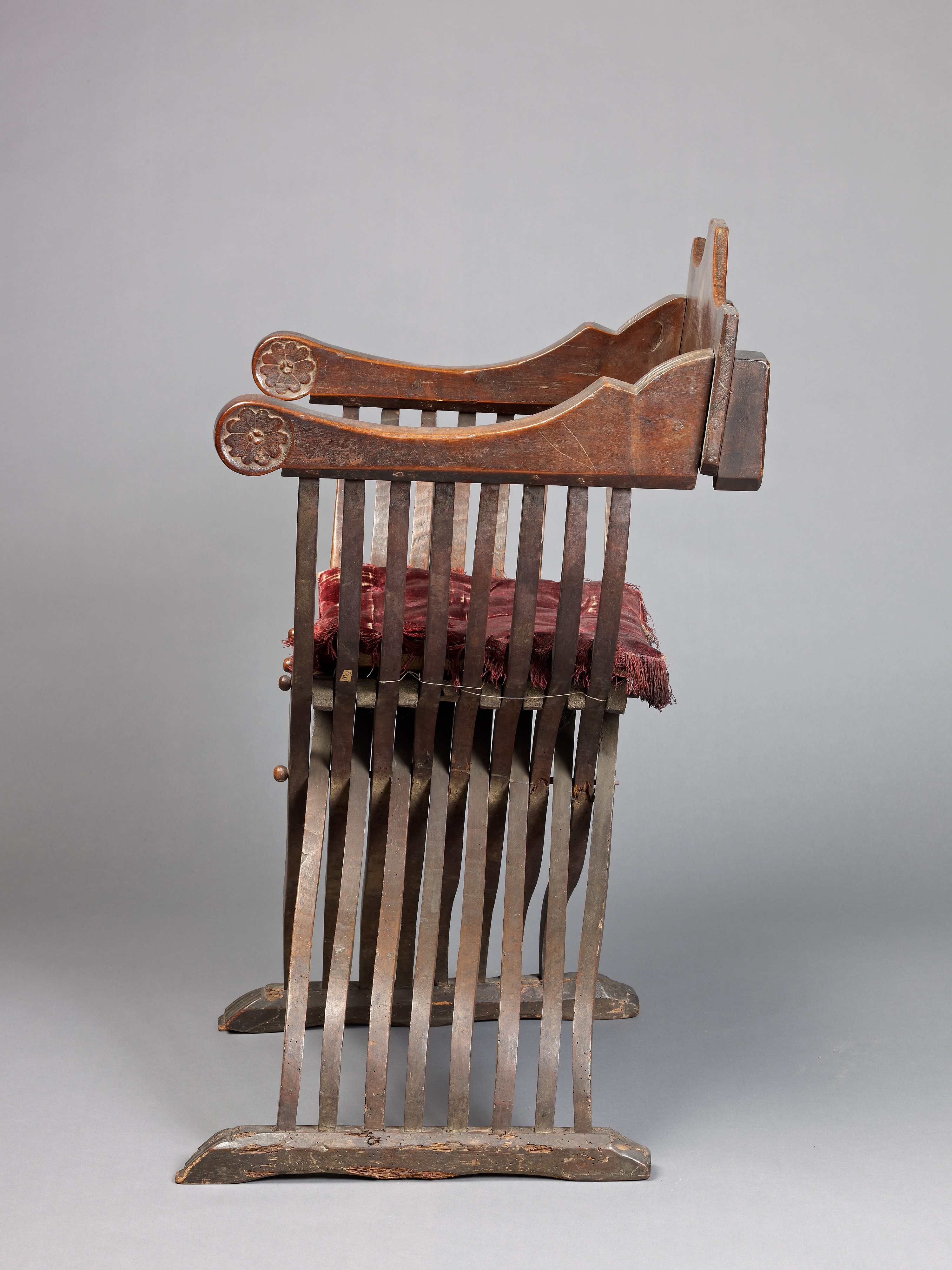
Seitenansicht

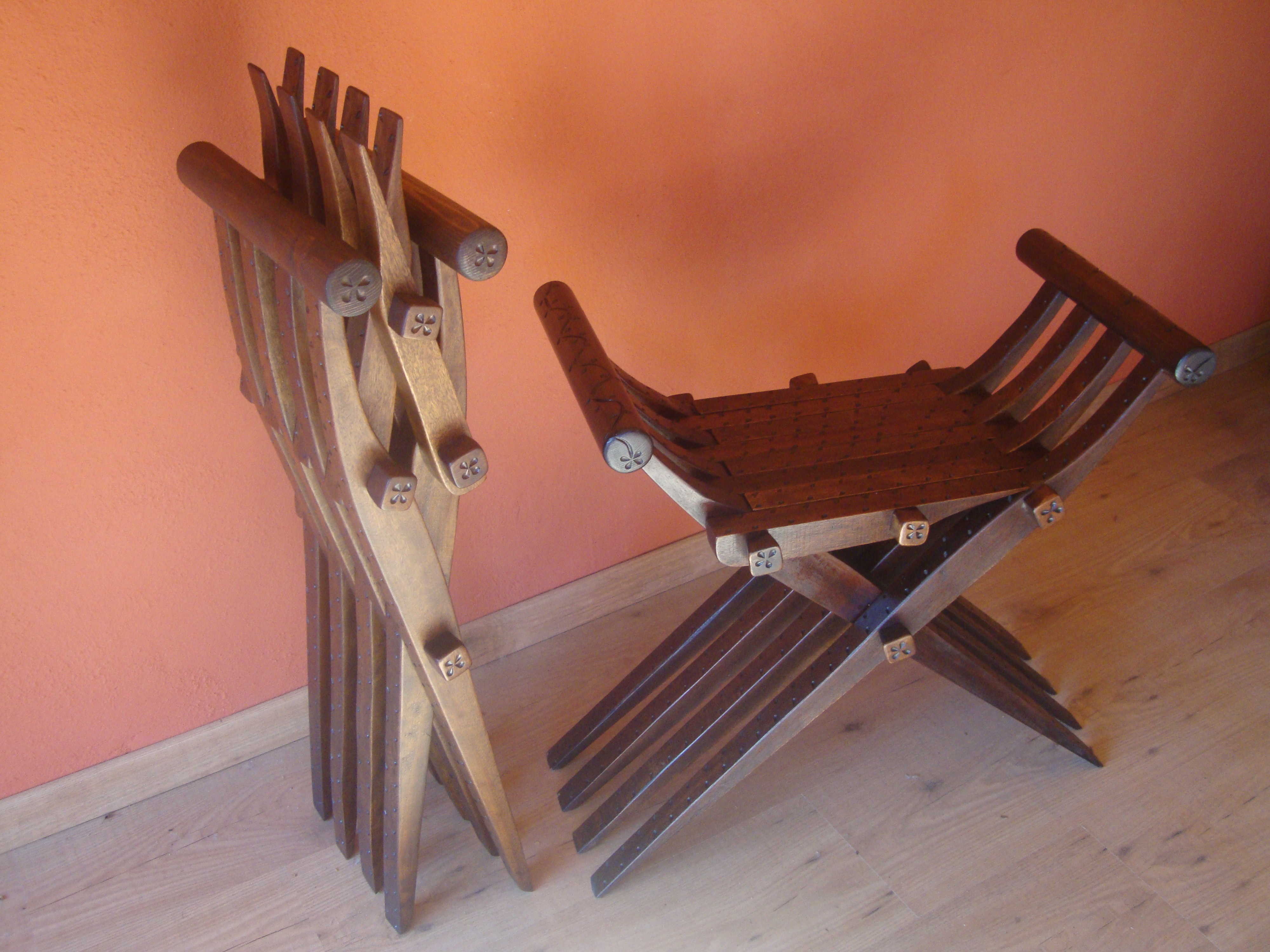
Moderne Variante ohne Fußstege und Rückenbrett sowie mit Achsen aus Holz statt aus Metall

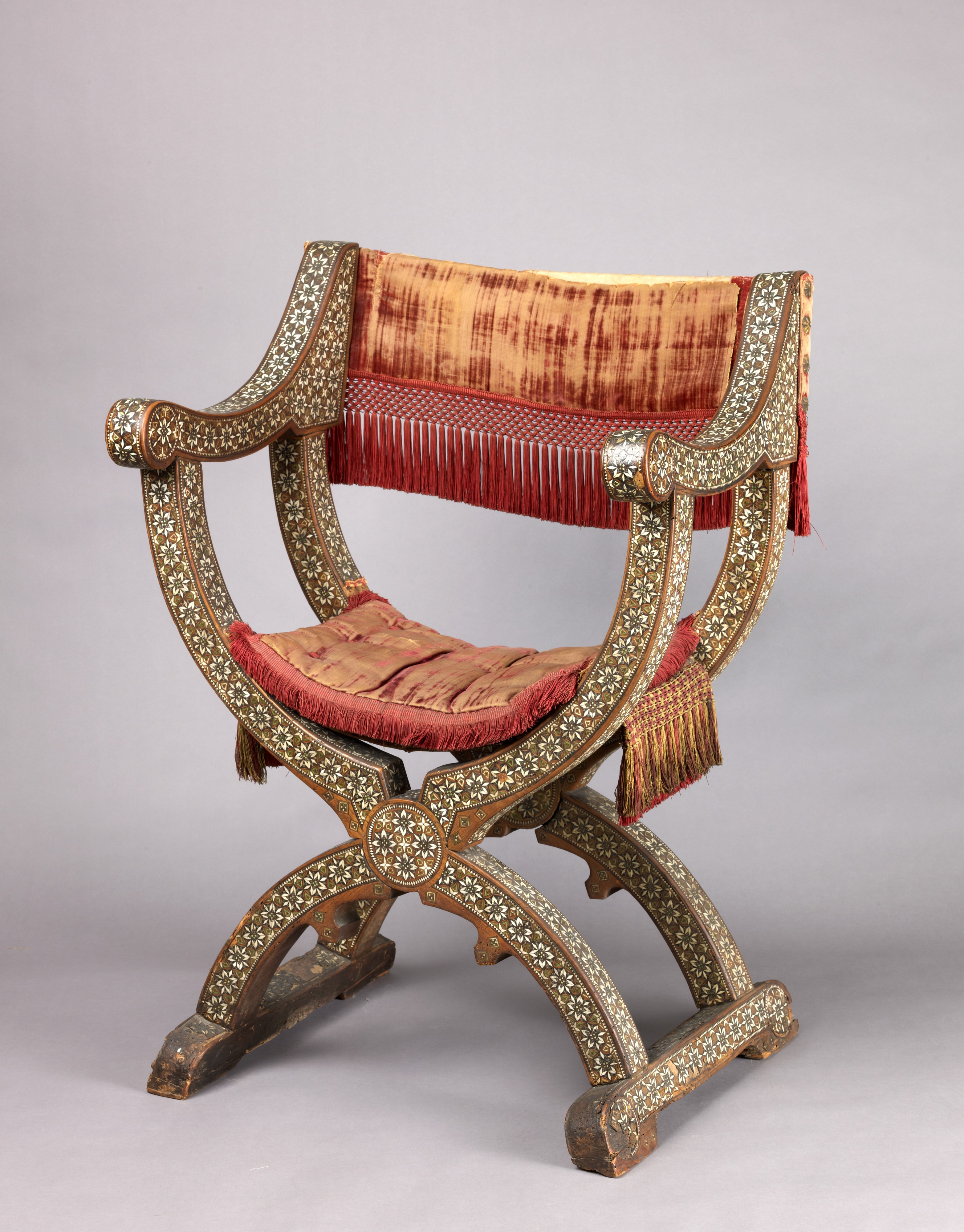
Intarsierter Sillón de cadera (Jamuga) bzw. Dantesca-Typ als Konstruktion aus zwei Scheren

Ein Scherenstuhl besteht aus scherenförmig miteinander verbundenen Holzstreben oder -stäben, die ihrerseits über einen Steg, der als Armlehne fungiert, sowie über eine Achse (oft aus Metall, etwa als Metallstab mit Hutmuttern) im Kreuzpunkt miteinander verbunden sind. In der Regel verfügt der Scherenstuhl oberhalb des Kreuzpunktes über eine hölzerne Sitzfläche, die bei der Variante des Florentiner Faltsessels bzw. Savonarola-Stuhls typischerweise durch horizontal verlaufende Rippen gebildet wird, welche zwischen den Armen der Holzstreben in weitere Achsen eingelassen sind. Neben einem Steg zur Abstützung der Arme können Fußstege vorhanden sein, um der Konstruktion weitere Stabilität zu verleihen. Als Rückenlehne ist häufig ein aufwändig, nicht selten mit Arabesken, Kartuschen oder anderen Ornamenten verziertes Brett vorhanden, das in den ausgeklappten Stuhl als Querholz locker eingesetzt wird und das ein Auseinanderklappen des Stuhls in der Horizontalen verhindert. Auch ein Einklappen des Stuhls in der Vertikalen setzt die Herausnahme dieses Zierbretts voraus. Weitere besondere, meist geschnitzte Verzierungen finden sich in Form von Ornamenten, Knäufen und Voluten oder Tierköpfen und -füßen oft an den vorderen Enden der Armlehnen sowie an den anderen Holzteilen der Frontpartie. Ergänzt wird die Komposition gerne durch ein dekoratives Sitzkissen.

## Geschichte
Der Scherenstuhl wurde aus dem kurulischen Stuhl entwickelt. Schon in der Antike galt dieser als Statussymbol und Herrschaftszeichen von Amts- und Würdenträgern (→ gesellschaftliche Bedeutung des Sitzens). Als solche übernahmen ihn kirchliche Würdenträger. Als Amtsinsignie wird der Scherenstuhl auch Faldistorium genannt. Ein Beispiel ist der Dagobert-Thron aus der ersten Hälfte des 9. Jahrhunderts. Spanische Varianten sind der Sillón de cadera („Hüftstuhl“) oder die Jamuga (ursprünglich ein hölzerner Damensattel), die aus bloß zwei Scheren – einer vorderen und einer rückwärtigen – gebaut sind. Besondere Verbreitung erfuhr der Scherenstuhl in Mittelalter und Renaissance, was erklärt, dass dieser Stuhl auch Savonarola-, Luther- oder Dante-Stuhl (Dantesca) genannt wird. Bereits in der Spätgotik wurden Scherenstühle mit sechs bis neun Paar sich kreuzender Stäbe entwickelt. In Mode kam der Stuhltyp, insbesondere in der Variante der Dantesca (als Konstruktion aus zwei Scheren) und in der Variante des Savonarola-Stuhls (mit sechs und mehr Scheren), wieder in der Zeit des Historismus.